# Ylimysjärvi
Ylimysjärvi är en sjö i kommunen Kauhajoki i landskapet Södra Österbotten i Finland. Sjön ligger 162,5 meter över havet. Arean är 64 hektar och strandlinjen är 4,03 kilometer lång. Sjön  ingår i Karvia å huvudavrinningsområde.   Den ligger omkring 57 kilometer söder om Seinäjoki och omkring 270 kilometer nordväst om Helsingfors. 